# Stoker (film)
Pour les articles homonymes, voir Stoker.
Pour plus de détails, voir Fiche technique et Distribution.
Stoker est un thriller psychologique américano-britannique de Park Chan-wook sorti en 2013.
Le film s'inspire librement du film d'Alfred Hitchcock L'Ombre d'un doute[réf. nécessaire].

## Synopsis
L’oncle énigmatique d’une adolescente excentrique revient, après la mort du père de famille, tué dans un accident de voiture suspect. L’adolescente ressent très vite des sentiments de méfiance et d’attirance mêlés envers cet oncle jusque-là inconnu.

## Fiche technique
- Titre original : Stoker
- Réalisation : Park Chan-wook
- Scénario : Wentworth Miller et Erin Cressida Wilson
- Direction artistique : Thérèse DePrez
- Décors : Wing Lee
- Costumes : Kurt and Bart
- Photographie : Chung Chung-hoon
- Son : Chuck Michael et John Morris
- Montage : Nicolas De Toth
- Musique : Clint Mansell
- Production : Michael Costigan, Ridley Scott, Tony Scott
- Société(s) de production : Fox Searchlight Pictures, Indian Paintbrush et Scott Free Productions
- Société(s) de distribution :  Fox Searchlight Pictures
- Budget :
- Pays d’origine :  États-Unis,  Royaume-Uni
- Langue originale : anglais américain et britannique
- Format : couleur – 35 mm – 2,35:1 - son Dolby numérique
- Genre : drame
- Durée : 99 minutes
- Dates de sortie :
  - États-Unis : 20 janvier 2013 (festival du film de Sundance)
  - États-Unis, Royaume-Uni : 1er mars 2013
  - France : 1er mai 2013
- Classification: déconseillé aux moins de 12 ans

## Distribution
- Mia Wasikowska (VF : Marie-Eugénie Maréchal) : India Stoker

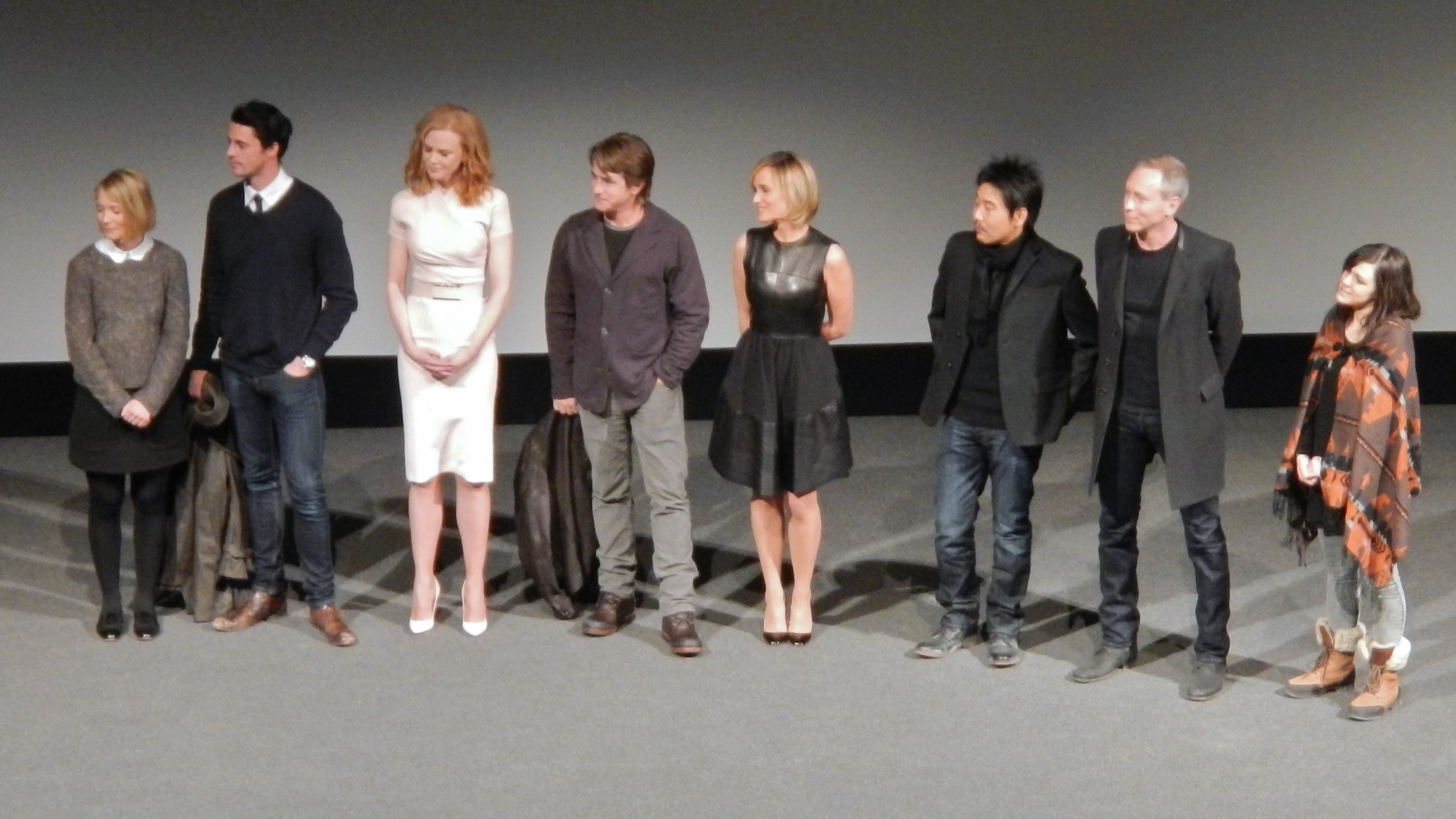
L'équipe du film au Festival de Sundance 2013.

- Nicole Kidman (VF : Danièle Douet) : Evelyn « Evie » Stoker
- Matthew Goode (VF : Alexis Victor) : Charlie Stoker
- Dermot Mulroney (VF : Guillaume Orsat) : Richard Stoker
- Lucas Till (VF : Brice Ournac) : Chris Pitts
- Alden Ehrenreich (VF : Fabrice Fara) : Whip Taylor
- Jacki Weaver : Gwendolyn Stoker
- Ralph Brown (VF : Philippe Catoire) : Shérif Howard
- Judith Godrèche (VF : elle-même) : le docteur Jacquin
- Phyllis Somerville : Madame McGarrick
- Harmony Korine : Monsieur Feldman

Source et légende : Version française (V. F.) sur RS Doublage

## Production
Initialement chargé de composer la bande originale du film, Philip Glass fut remplacé par Clint Mansell. La pièce inédite Duet composée par Glass, est néanmoins utilisée dans le film, dans la scène où les deux principaux protagonistes jouent un duo au piano.

## Distinctions

### Nominations
- Festival du film de Sundance 2013 : sélection hors compétition « Premieres »
- Festival du film de Sydney 2013 : sélection « Special Presentations at the State »